# آمال عزوز
آمال عزوز (بالفرنسية: Amel Azzouz)‏ ولدت في 28 فبراير 1963 في قابس، هي سياسية تونسية وقيادية في حزب حركة النهضة ذات التوجه الإسلامي.

تم انتخابها في 2011 كنائبة في المجلس الوطني التأسيسي عن دائرة قابس الانتخابية حتى 2014. تم تعيينها في فبراير 2015 في منصب كاتبة الدولة التونسية المكلفة بالتعاون الدولي.

## الدراسات
اجتازت امتحان شهادة الباكالوريا في شعبة الأداب في 1981، ثم تحصلت على شهادة الأستاذية في اللغة والأدب الإنجليزي في 1985 من دار المعلمين العليا بسوسة. في 2001، تلقت شهادة الدراسات المعمقة في الأدب الإنجليزي من كلية الآداب والعلوم الإنسانية بسوسة، ثم تحصلت في 2010 علي التجميع في اللغة والأدب الإنجليزي من كلية الآداب والفنون والإنسانيات بمنوبة.

## المسار المهني
في 1985، كانت أساتذة لغة إنجليزية في المعهد الثانوي في طبلبة، ثم في 1989 في معهد الشابي في قابس. في 2001، أصبحت أستاذة متصلة في المعهد العالي للغات بقابس. في 2011، أصبحت أستاذة مشاركة في المعهد الوطني للشغل والدراسات الاجتماعية بتونس.

## المسار السياسي
منذ بداية السنوات 1980، بدأت تنشط داخل الجامعة في صفوف الاتحاد العام التونسي للطلبة وذلك حتى 1991، أين تم الحكم على زوجها بالسجن ل14 سنة.

رجعت لنشاطها السياسي بعد الثورة التونسية في 2011، وأصبحت عضو المكتب الجهوي لحركة النهضة في قابس. في انتخابات أكتوبر 2011، كانت آمال عزوز على قائمة الحركة المرشحة عن دائرة قابس الانتخابية، وفازت بمقعد في المجلس الوطني التأسيسي. بعد دخولها لمجلس، أصبحت مقررة لجنة الشؤون التربوية، وكذلك عضو لجنة التحقيق في أحداث 9 أفريل 2012، وأخيرا عضوة في لجنة التوطئة والمبادئ الأساسية وتعديل الدستور.

في فبراير 2014، آمال عزوز إلى جانب زياد العذاري، رافقوا الشيخ راشد الغنوشي رئيس حركة النهضة في زيارته للولايات المتحدة، وذلك لإمضاء أسبوع من الأعمال ولتقديم النموذج التونسي الجديد المتمحور حول مبدأ التوافق. عند هذه الزيارة، وفد النهضة استقبل من طرف عضو مجلس الشيوخ الأمريكي جون ماكين.

في 2 فبراير 2015، تم تعيين آمال عزوز في منصب كاتبة الدولة التونسية المكلفة بالتعاون الدولي وذلك في حكومة الحبيب الصيد.

## الحياة الخاصة
آمال عزوز متزوجة ولها ابنان.

## مقالات ذات صلة
- حركة النهضة (تونس)

## وصلات خارجية
- السيرة الذاتية لآمال عزوز على موقع مرصد المجلس الوطني التأسيسي التابع لمنظمة البوصلة.